# Arbigland

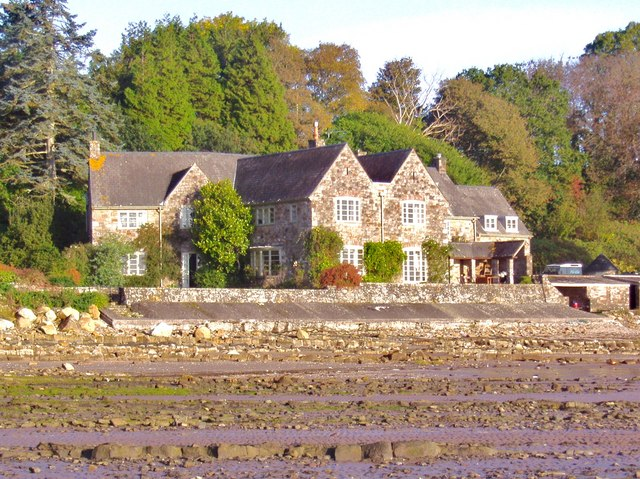
Arbigland House

Arbigland Estate est une propriété située en Dumfries and Galloway en Écosse. Arbigland est située sur la côte du Solway Firth au sud-est de Kirkbean.

## Historique
Arbigland House est construit en 1755 dans une architecture classique à partir des plans du laird du « gentleman architect » William Craik (1703–1798). Un petit manoir surnommé « The House on the Shore » (littéralement « la Maison sur la Côte ») est bâti en 1936 par Kathleen Blackett-Swiny.
L'un des fondateurs de la United States Navy John Paul Jones, dont le père était jardinier à Arbigland, est né dans un cottage situé sur le domaine le 6 juillet 1747. Ce cottage a aujourd'hui été transformé en musée, sous le nom de John Paul Jones Cottage Museum.
Les jardins d'Arbigland sont ouverts au public pendant les mois d'été.
James Craik (en), le chef des services de santé de l'US Army et médecin personnel de George Washington, y est né.

### Sources et bibliographie
- (en) Cet article est partiellement ou en totalité issu de l’article de Wikipédia en anglais intitulé « Arbigland » (voir la liste des auteurs).